# Klint do Báltico

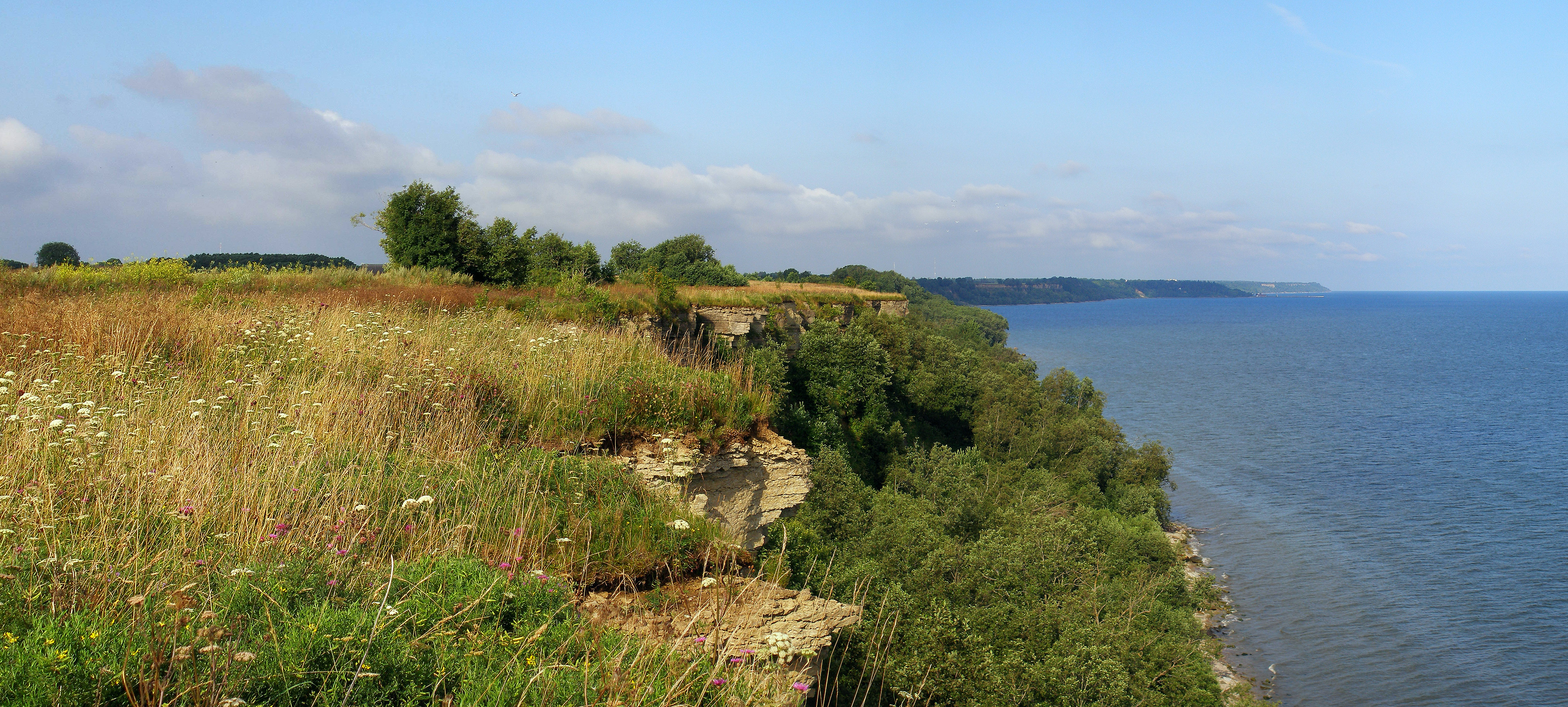
O Klint do Báltico no condado de Ida-Viru, na Estónia

Klint do Báltico (Clint, Glint; em estoniano:  Balti klint, em sueco:  Baltiska klinten, em russo:  Балтийско-Ладожский уступ, Глинт) é uma escarpa e cuesta de calcário de erosão em várias ilhas do Mar Báltico, na Estónia, no Oblast de Leningrado da Rússia e nas ilhas de Gotland e Öland da Suécia. Foi apresentado no verso da nota de 50 krooni de 1928 e na nota de 100 krooni de 1992.
O Klint do Báltico é um relevo activo que mostra algum recuo no presente. No entanto, não se sabe quando o Klint do Báltico se originou na época pós-glacial ou se evoluiu de formas parecidas com penhascos esculpidas pelo manto de gelo fenoscandiano. Em Gotland, as taxas de recuo de penhascos do século 20 foram estimadas em 0,15 a 0,78 cm/ano. A retirada do Klint do Báltico em Gotland ampliou as plataformas costeiras.

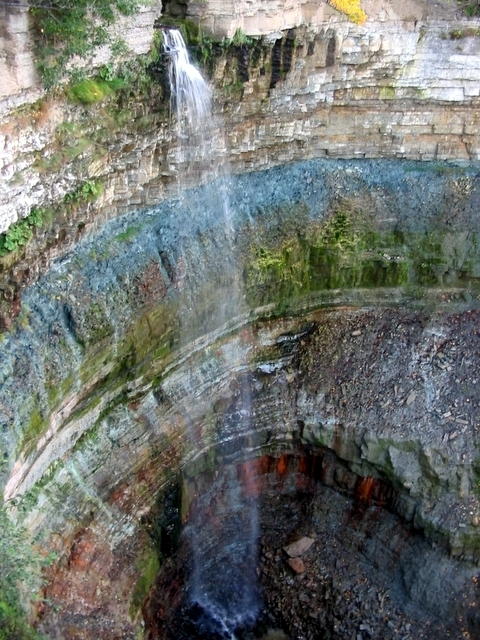
Cascata de Valaste